# William Smith (Politiker, 1762)

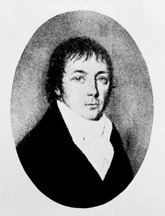
William Smith

William Smith (* 1762 in vermutlich Province of North Carolina; † 26. Juni 1840 bei Huntsville, Alabama) war ein britisch-amerikanischer Politiker, der den Bundesstaat South Carolina im US-Senat vertrat.

## Leben
Weder der genaue Geburtstag noch der Geburtsort von William Smith sind bekannt; es wird angenommen, dass er auf dem Gebiet des späteren Bundesstaates North Carolina zur Welt kam. Er besuchte zunächst mehrere Privatschulen, studierte dann die Rechtswissenschaften und wurde 1784 in die Anwaltskammer aufgenommen. Zunächst ließ er sich als Jurist in Pinckneyville (South Carolina) nieder, später dann in Yorkville. Er betätigte sich auch als Pflanzer.
Seine politische Karriere begann mit der Mitgliedschaft im Senat von South Carolina, dem er von 1802 bis 1808 angehörte; ab 1806 war Smith Präsident dieser Kammer. Danach fungierte er bis 1816 als Richter am Kreisgericht (Circuit Court) von South Carolina, ehe er für die Demokratisch-Republikanische Partei in den US-Senat gewählt wurde. In Washington, D.C. trat er am 4. Dezember 1816 die Nachfolge des zurückgetretenen John Taylor an. Er gewann auch die Wahl für die folgende komplette Legislaturperiode und stand in der Folge unter anderem dem Justizausschuss des Senats vor, scheiterte dann aber 1822 beim nächsten Wiederwahlversuch und musste folglich am 3. März 1823 zunächst aus dem Senat ausscheiden. Während dieser Zeit stand der Missouri-Kompromiss im Blickpunkt des politischen Geschehens; Smith vertrat den Südstaaten-Standpunkt, dass die Sklaverei eine positive Institution sei.
Smith war danach von 1824 bis 1825 Abgeordneter im Repräsentantenhaus von South Carolina. Als er nach dem Tod von John Gaillard erneut zum US-Senator gewählt wurde und am 29. November 1826 in den Kongress zurückkehrte, wurde er dort zum Widersacher des ebenfalls aus South Carolina stammenden US-Vizepräsidenten John C. Calhoun und zum Gegner von dessen Nullifikationsdoktrin. Bei der Präsidentschaftswahl 1828 war Calhoun offizieller Kandidat der Demokraten für das Amt des Vizepräsidenten an der Seite des siegreichen Andrew Jackson; allerdings versagten ihm sieben Mitglieder des Electoral College aus Georgia die Stimme, die sie stattdessen für William Smith abgaben.
Im Jahr 1830 bewarb Smith sich erfolglos um die Wiederwahl zum Senat, den er am 3. März 1831 verlassen musste. Unmittelbar danach wurde er erneut Staatssenator in South Carolina und blieb dies bis 1832. In diesem Jahr zog er zunächst nach Louisiana, ehe er sich 1833 auf einer Farm nahe Huntsville (Alabama) dauerhaft niederließ. Auch dort blieb er politisch tätig und saß von 1836 bis 1840 im Repräsentantenhaus von Alabama. Bei der Präsidentschaftswahl 1836 wurde er in einigen Bundesstaaten anstelle des offiziellen demokratischen Kandidaten Richard M. Johnson erneut als Kandidat für die Vizepräsidentschaft aufgestellt. Letztlich entfielen auf ihn 23 Wahlmännerstimmen, allesamt aus Virginia, dessen Wahlmänner sich weigerten, für Johnson zu stimmen. Dieser verfehlte somit knapp die absolute Mehrheit und musste sich einer Stichwahl im US-Senat stellen, die er aber deutlich gegen Francis Granger von der Whig Party gewann.
Am 3. März 1837 wurde Smith von Präsident Jackson als Richter am Obersten Gerichtshof der Vereinigten Staaten nominiert. Der US-Senat bestätigte ihn mit 23:18 Stimmen, doch er verzichtete auf das Amt. Smith starb im Juni 1840 auf seinem Anwesen „Calhoun Place“ nahe Huntsville und wurde auf dem dort gelegenen Familienfriedhof beigesetzt.